# Microjob
Der Begriff Microjob bezeichnet online-basierte Auftragsarbeiten, die an eine Crowd (Gruppe) ausgeschrieben werden, und ist eine bezahlte Form des Crowdsourcing.
Der zusammengesetzte Begriff besteht aus dem englischen Wort job für Arbeit und dem Begriff micro für kleinste Teile.
Im Gegensatz zur normalen Arbeit werden die Microjobs nicht vor Ort, sondern nur virtuell ausgeführt, indem ein PC, ein Tablet oder ein Smartphone verwendet wird, und die Arbeitsergebnisse digital erstellt oder digital übermittelt werden. Die Arbeitsleistungen werden bei den „Microjobs“ in der Regel pro erledigter Aufgabe, und nicht pro Arbeitszeit vergütet. Die Vergütung ist im Verhältnis zum Aufwand oft schlecht und erfolgt teilweise nicht in Geld, sondern in virtuellen Punkten oder Auszeichnungen.
Microjobs werden durch Dienste und Apps vermittelt. In den geschlossenen Systemen der Microjob-Anbieter werden die Arbeitsanforderungen fragmentiert, und technisch und inhaltlich aufbereitet. Die Benutzerverwaltung und Online-Bezahlung ist in diese Systeme integriert.
Die Dienste treten als Vermittler auf. Die Auftraggeber und die Auftragnehmer, die auch als Clickworker bezeichnet werden, bleiben anonym. Für die Auftraggeber, deren Aufgaben an viele Auftragnehmer in der „Crowd“ verteilt werden, kann die Gesamtarbeitsleistung der „Crowd“ wie beim Crowdsourcing schnell zu Ergebnissen führen.

## Aufgaben
Die Aufgaben, die in diesen Diensten als Jobs angeboten werden, sind Aufgaben, die von Menschen ausgeführt werden können, digital übermittelt werden können und meistens dazu dienen, Datenbanken mit menschlichen Erfahrungen und menschlichen Leistungen zu ergänzen. Die Aufgaben bestehen beispielsweise darin, Bilder zu kategorisieren, Kurzbeschreibungen anzufertigen, Fotos von Orten in der näheren Umgebung anzufertigen und Video und Audio zu transkribieren. Zur Positionsbestimmung bei ortsbezogenen Aufträgen wird das GPS des Smartphones verwendet.
Beispiele der Aufgaben:
- Korrigieren von Rechtschreibfehlern
- Audio transkribieren
- Umfragen ausfüllen
- Bilder beschreiben
- Bilder kategorisieren
- Kurzbeschreibungen, Produktbeschreibungen anfertigen
- Links besuchen und beschreiben
- Fotos erstellen
- ortsbezogene Aufträge ausführen
- Öffnungszeiten erfassen[2]

## Arbeitsrechtliche Einordnung
Die kontinuierliche Durchführung einer Vielzahl von Kleinstaufträgen („Mikrojobs“) durch Nutzer einer Online-Plattform („Crowdworker“) auf der Grundlage einer mit dem Betreiber („Crowdsourcer“) getroffenen Rahmenvereinbarung kann im Rahmen der nach § 611a Abs. 1 Satz 5 BGB gebotenen Gesamtbetrachtung zur Annahme eines Arbeitsverhältnisses führen.

## Relevanz für die Digitalwirtschaft
Von großer Bedeutung sind solche Microjobs vor allem für Digitalkonzerne sowie im Bereich künstliche Intelligenz. Hier finden sich viele Microjobs im Bereich der sog. „Ghost Work“ (Geisterarbeit). Damit werden die aufgabenbezogenen und inhaltsgetriebenen Tätigkeiten beschrieben, die „hinter“ Social Media, Anwendungen künstlicher Intelligenz und anderen Digitalangeboten stehen und zugleich unabdingbar für deren Funktionsfähigkeit sind: Algorithmen mit Daten füttern, Daten bereinigen oder als menschlicher Filter für Social Media agieren. In der ZDF-Dokumentation Ghost Workers – Wie Klickarbeiter von Konzernen ausgebeutet werden wird dies auch als „Menschen schuften für Maschinen“ beschrieben.
Diese Reorganisation der Arbeitsverhältnisse, beschrieben von Mary L. Gray und Siddharth Suri im Buch Ghost Work: How to Stop Silicon Valley from Building a New Global Underclass, ist meist unsichtbar für die Nutzer – daher auch der Begriff Geisterarbeit.
Diese Unsichtbarkeit bewegt sich auf zwei Ebenen: Zum einen ist es für die meisten Nutzer nicht ersichtlich, dass es diese Arbeiten überhaupt gibt und sie von Menschen erledigt werden – meist wird von einer Ausführung durch Automatisierung und Algorithmen ausgegangen. Zum anderen soll der Begriff Geisterarbeit auch darauf hinweisen, dass der Wert der Personen, die diese essenziellen Aufgaben ausführen, durch ihre Unsichtbarkeit und die damit verbundenen Arbeitsbedingungen quasi ausgelöscht wird. Die Arbeitsbedingungen liegen ebenfalls im Verborgenen und sind meist prekär – geprägt von ständiger Jobunsicherheit, hohem Leistungsdruck sowie schwankender und niedriger Bezahlung. Laut einer Studie lag der Median des Durchschnittslohns im Jahr 2018 bei $2.